# Emesis orichalceus
Emesis orichalceus är en fjärilsart som beskrevs av Hans Ferdinand Emil Julius Stichel 1916. Emesis orichalceus ingår i släktet Emesis och familjen Riodinidae. Inga underarter finns listade i Catalogue of Life.